# Aleurolobus rhachisphora
Aleurolobus rhachisphora es un hemíptero de la familia Aleyrodidae, con una subfamilia: Aleyrodinae.
Fue descrita científicamente por primera vez por Regu & David en 1993.